# Paul Steen
Paul Steen, född 1972 i Uppsala, är en svensk konstnär och journalist. Han är verksam i Hamburg sedan 2008.

## Verksamhet
1997 gjorde han en rad utställningar i Belgien och Tyskland men i Sverige på senare år har framträdandena varit sparsamma. Till de större utställningarna i Sverige hör grupputställningen Play House utanför Uppsala som han kuraterade 2001, och utställningen Minutka Square på galleri Massma i Ronneby 2006. 
Mellan 2002 och 2005 drev Paul Steen med stöd av Statens Kulturråd konsttidskriften Mars som byggde på att konstnärer från skilda bakgrunder själva bidrog med texter och bilder. Mars var en del av den livliga konstnärsdrivna scenen i Stockholm efter millennieskiftet. 
Paul Steen har ofta referenser till Öyvind Fahlström. Båda är gamla konsthögskoleelever, om än av vitt skilda generationer, som dessutom arbetat på Dagens Nyheter. Paul Steens konst är liksom Öyvind Fahlströms ofta politisk och utformad som brädspel. Examensverket The End från 1997 är ett slags korsning av Risk och Monopol där man spelar om jordens naturresurser. Utställningen Minutka Square 2006 innehåller ett spel utformat efter amerikanska forskningsrapporter om strid i stadsmiljö. 

## Utbildning
- 1992-1993 Gotlands Konstskola, Visby
- 1993-1997 Måleri, Academie Royal des Beaux-Arts, Bryssel
- 1996 Erasmus-utbyte, professor Bernt Engelmans videoateljé, Akademie der Bildenden Kunste, München
- 1998 Institutionen för journalistik och masskommunikation, Göteborgs universitet

## Representerad
- Anatomimuseet, Bryssel
- St. Pierresjukhuset, Bryssel
- Uplands nation, Uppsala